# Hollanda luceria
Hollanda luceria — вид доісторичних дрібних хижих птахів, які мешкали наприкінці крейдяного періоду (75 млн років). Скам'янілі рештки птаха знайдені у формації Барун Гойот у Монголії. Відомий тільки по кістках задніх кінцівок, які за будовою нагадували кінцівки сучасних американських земляних зозуль роду Geococcyx. 